# Strażnica KOP „Budźki”

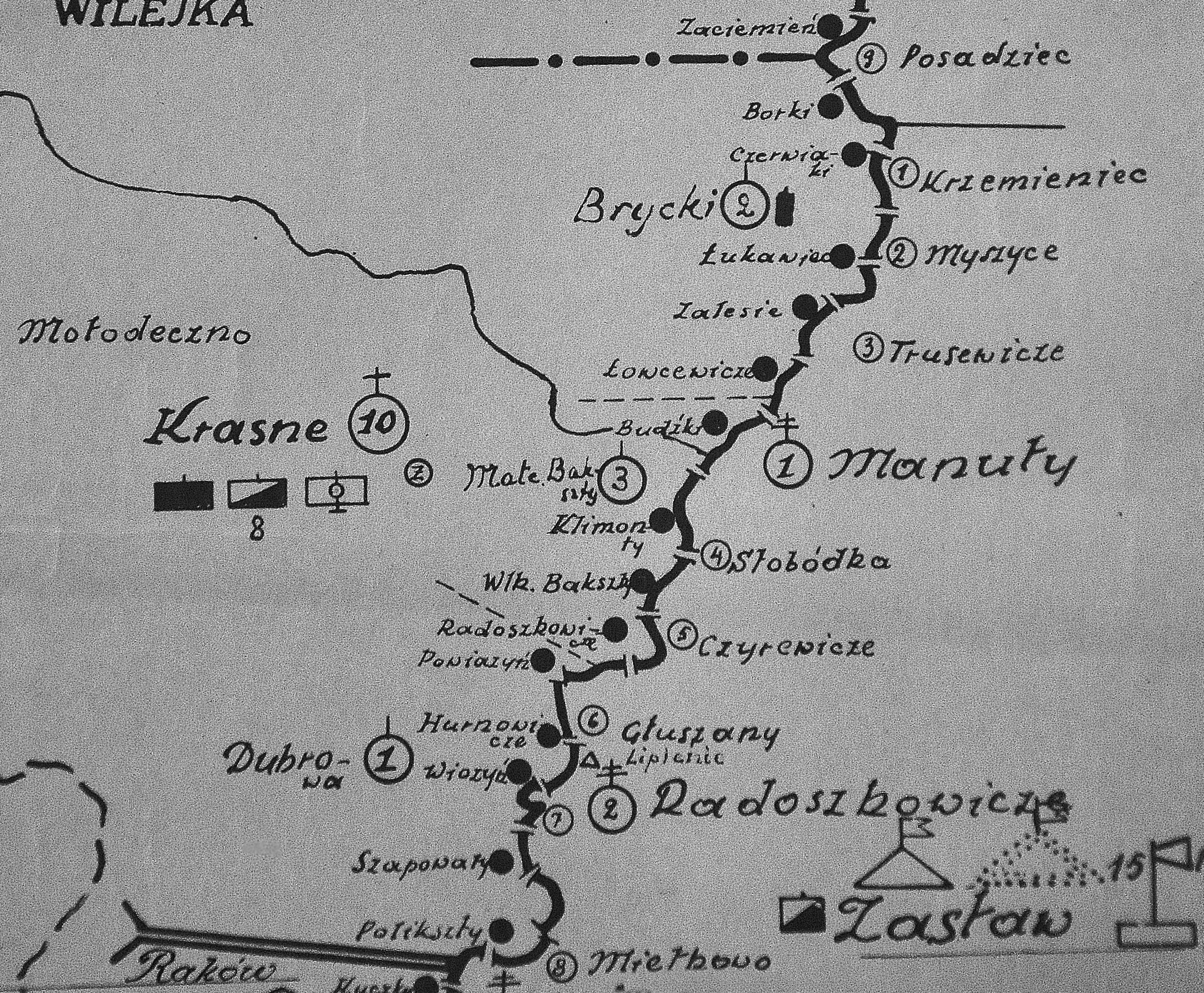
Rozmieszczenie batalionu KOP „Krasne” w 1931

Strażnica KOP „Budźki” – zasadnicza jednostka organizacyjna Korpusu Ochrony Pogranicza pełniąca służbę ochronną na granicy polsko-sowieckiej.

## Formowanie i zmiany organizacyjne
W 1924, w składzie 3 Brygady Ochrony Pogranicza, został sformowany 10 batalion graniczny. W 1928 w skład batalionu wchodziło 17 strażnic. Strażnica KOP „Budźki” w latach 1928 – 1939 znajdowała się w strukturze 3 kompanii KOP „Bakszty Małe”  batalionu KOP „Krasne”. Strażnica liczyła około 18 żołnierzy i rozmieszczona była przy linii granicznej z zadaniem bezpośredniej ochrony granicy państwowej.
W 1932 obsada strażnicy zakwaterowana była w budynku prywatnym. Strażnicę z macierzystą kompanią łączyła droga polna długości 3 km i trakt długości 3 km.

## Służba graniczna
Podstawową jednostką taktyczną Korpusu Ochrony Pogranicza przeznaczoną do pełnienia służby ochronnej był batalion graniczny. Odcinek batalionu dzielił się na pododcinki kompanii, a te z kolei na pododcinki strażnic, które były „zasadniczymi jednostkami pełniącymi służbę ochronną”, w sile półplutonu. Służba ochronna pełniona była systemem zmiennym, polegającym na stałym patrolowaniu strefy nadgranicznej, wystawianiu posterunków alarmowych, obserwacyjnych i kontrolnych stałych, patrolowaniu i organizowaniu zasadzek w miejscach rozpoznanych jako niebezpieczne, kontrolowaniu dokumentów i zatrzymywaniu osób podejrzanych, a także utrzymywaniu ścisłej łączności między oddziałami i władzami administracyjnymi. Strażnice KOP stanowiły pierwszy rzut ugrupowania kordonowego Korpusu Ochrony Pogranicza.
Strażnica KOP „Budźki” w 1932 ochraniała pododcinek granicy państwowej szerokości 7 kilometrów 146 metrów od słupa granicznego nr 520 do 531, a w 1938 pododcinek szerokości 7 kilometrów 90 metrów od słupa granicznego nr 520 do 532.
Wydarzenia:
- W meldunku sytuacyjnym z 28 stycznia 1925 napisano: 27 stycznia 1925 o godz. 9.00 koło słupa 521 zatrzymano niejakiego Ignacego Grynkiewicza ze wsi Łowcewicze, za przeprowadzenie z sowieckiej strony Heleny Róży Szczęsnowskiej, którą również zatrzymano. Przekazani zostali Policji Państwowe[12].

Sąsiednie strażnice:
- strażnica KOP „Łowcewicze” ⇔ strażnica KOP „Klimonty” - 1928[2], 1929[3], 1931[4] , 1932[13], 1934[6]
- strażnica KOP „Łowcewicze” ⇔ strażnica KOP „Bakszty Małe” - 1938[7]

## Walki o strażnicę w 1939
17 września 1939 o 3:30 została zaatakowana 3 kompania graniczna „Bakszty Małe”. Załoga strażnicy „Budźki” broniła się prawie godzinę, a jej opór złamano o 4:25. Do niewoli dostało się 6 żołnierzy, napastnicy mieli jednego zabitego i jednego rannego.